# Ojo de Agua de Bermúdez
Ojo de Agua de Bermúdez är en ort i Mexiko.   Den ligger i kommunen Irapuato och delstaten Guanajuato, i den centrala delen av landet, 270 km nordväst om huvudstaden Mexico City. Ojo de Agua de Bermúdez ligger 1 778 meter över havet och antalet invånare är 311.
Terrängen runt Ojo de Agua de Bermúdez är platt västerut, men österut är den kuperad. Runt Ojo de Agua de Bermúdez är det tätbefolkat, med 257 invånare per kvadratkilometer. Närmaste större samhälle är Irapuato, 11,5 km sydväst om Ojo de Agua de Bermúdez. Omgivningarna runt Ojo de Agua de Bermúdez är en mosaik av jordbruksmark och naturlig växtlighet.